# Taxlent
Taxlent (em árabe: تاكسلانت) é uma cidade localizada na província de Batna, no noroeste da Argélia. Sua população era de 8 605 habitantes, em 2008.